# Acetylgroep

Acetylgroep

De acetylgroep (CH3-CO-R) is een organische chemische groep die is opgebouwd uit een methylgroep die vastzit aan een carbonylgroep. De groep behoort tot de acylgroepen. De acetylgroep zit met de carbonylgroep aan de rest van een molecuul vast. 
Acetyl kan strikt genomen worden gezien als het radicaal van azijnzuur waar een OH-radicaal van is afgehaald. 
De naam acetyl wordt ook gebruikt als voorvoegsel in de namen van stoffen die deze groep bevatten. Belangrijke stoffen met het voorvoegsel acetyl zijn:
- acetyl-CoA
- acetylaceton
- de neurotransmitter acetylcholine
- de pijnstillende acetaminophen paracetamol
- acetylsalicylzuur o.a. aspirine
- diacetylmorfine ofwel heroïne

In de synthese van complexe moleculen wordt de acetylgroep gebruikt als beschermende groep voor aminogroepen.